# Trio Tincho
Trio Tincho is een muzikaal ensemble - bezetting bandoneon, gitaar en contrabas - dat in 2004 werd opgericht door de Utrechtse vrienden Martijn Traas en Martin Hiensch. Zij ontmoetten in datzelfde jaar de Argentijnse gitarist Ezequiel Menalled, die reeds in Nederland verbleef om compositie te studeren aan het Koninklijk Conservatorium te Den Haag.
Met de Argentijnse tangomuziek als gemeenschappelijke passie, besloten zij gedrieën een instrumentaal repertoire op te gaan bouwen, dat volledig gebaseerd zou zijn op arrangementen van Argentijnse orkesten uit de jaren 1930-1950. Voorbeelden voor de drie heren zijn Aníbal Troilo en Roberto Grela, Osvaldo Pugliese, Atahualpa Yupanquí, Ástor Piazzolla en Rodolfo Mederos. Inmiddels speelt het trio ook eigen composities.
In 2006 nam het trio deel aan het VIII Festival Buenos Aires Tango met een openluchtconcert op 27 februari 2006 in de wijk Ricoleta.
Op 29 juli 2007 verleende Trio Tincho medewerking aan een Salón de tango in het Concertgebouw te Amsterdam, op uitnodiging, onder leiding van en samen met Nederlands vooraanstaande bandoneonspeler Carel Kraayenhof en zijn Sexteto Canyengue. Tevens trad daar het Quinteto Zárate op.
Op 3 mei 2008 presenteerde Trio Tincho in de Spaanse Club El Brillante te Utrecht hun nieuwe cd genaamd Puente Alsina. De cd wordt voornamelijk aangeboden tijdens liveoptredens.
Tussen september 2008 en januari 2009 werd de gitaarpartij van Trio Tincho waargenomen door de Argentijn Álvaro Rovira Ruiz, terwijl Ezequiel deelnam aan een compositieproject in Mexico. Met Álvaro ging Trio Tincho voor het eerst naar Madrid. Ezequiel is inmiddels teruggekeerd en het trio wijdt zich sindsdien intensief aan de uitbreiding van het repertoire, met meer eigen composities. Begin juni 2009 trad Trio Tincho twee avonden op op een festival in Llanes, Spanje.
Sinds begin 2010 wordt het trio zo nu en dan vergezeld door de Argentijnse zanger Esteban Manzano. Trio Tincho is voornamelijk actief in Nederland en België. De naam 'Tincho' is een alias voor Martijn, een koosnaam zoals men deze in Spaanssprekende landen aan jongens met die naam pleegt te geven.